# Józef Kaczmarczyk (duchowny)
Józef Karol Kaczmarczyk (ur. 1 września 1871 w Nowym Targu, zm. 29 czerwca 1951 w Krakowie) – polski ksiądz katolicki, teolog i malarz, profesor zwyczajny Uniwersytetu Jagiellońskiego, wielokrotny dziekan Wydziału Teologicznego UJ.

## Życiorys
Syn Franciszka i Katarzyny ze Studentowiczów. W 1890 ukończył Gimnazjum św. Jacka w Krakowie, następnie wstąpił do Wyższego Seminarium Duchownego w Krakowie, równocześnie studiował na Wydziale Teologicznym Uniwersytetu Jagiellońskiego.
Po święceniach kapłańskich w 1894 pracował przez rok w Parafii św. Macieja w Andrychowie, w latach 1895–1901 był kapelanem i kierownikiem szkoły w Schronisku dla Chłopców Księcia Aleksandra Lubomirskiego w Krakowie, w 1899 obronił na Uniwersytecie Jagiellońskim pracę doktorską z teologii Przedmiot najwyższego szczęścia. W latach 1901–1910 był wicerektorem krakowskiego seminarium duchownego, w 1903 habilitował się na podstawie pracy Ireneusz z Lugdunu, a nasze Ewangelie. Studium krytyczne. Od 1910 pracował na Uniwersytecie Jagiellońskim, gdzie został mianowany profesorem nadzwyczajnym, a w 1917 profesorem zwyczajnym. W latach 1918/1919, 1920/1921, 1927/1928 i 1930/1931 pełnił funkcję dziekana Wydziału Teologicznego UJ.
Wykładał Pismo Święte Nowego Testamentu, opublikował m.in. prace Bóstwo Chrystusa istotą Ewangelii (1910), Ewangelie. Studium krytyczne (1915), Męka Jezusa Chrystusa podług czterech Ewangelii (1932), Charakter Jezusa Chrystusa (1935), Wykład Modlitwy Pańskiej (1935).
Był członkiem Komisji Artystycznej przy krakowskiej Kurii Metropolitalnej (1911–1926) oraz cenzorem (1910–1930), zajmował się także malarstwem, m.in. malował obrazy dla kościołów małopolskich.

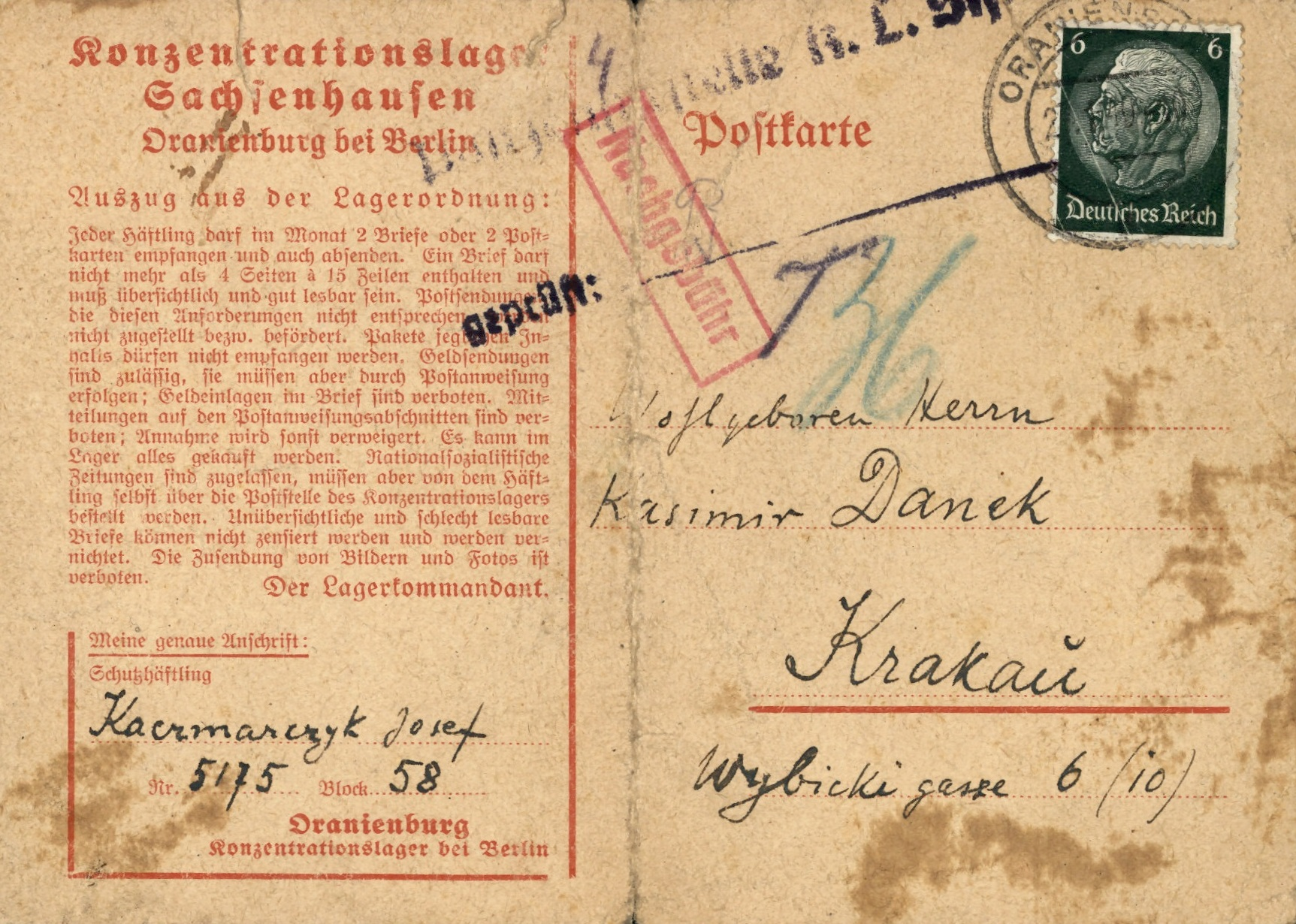
Kartka pocztowa nadana przez Józefa Kaczmarczyka z obozu Sachsenhausen

Był jednym z krakowskich naukowców uwięzionych w ramach Sonderaktion Krakau w listopadzie 1939, do lutego 1940 przebywał w obozie w Sachsenhausen. Po uwolnieniu wrócił do Krakowa, był zaangażowany w tajne nauczanie. Od 1945 ponownie pracował na Wydziale Teologicznym UJ. Z końcem 1948 przeszedł na emeryturę.
Został pochowany na cmentarzu Rakowickim w Krakowie (kwatera PAS LD-zach-grob. Kapituły Metropolitalnej).

## Ordery i odznaczenia
- Krzyż Komandorski Orderu Odrodzenia Polski (11 listopada 1936)[7]